# Читающая женщина (картина Матисса)
«Читающая женщина» (фр. La Liseuse) — картина французского художника Анри Матисса, написанная в 1895 году. Является одной из первых картин Матисса. Выставлена в музее Матисса в Ле-Като-Камбрези, куда была отдана в аренду Центром Помпиду в 2002 году. На картине изображена, со спины, женщина читающая сидя на стуле. Матисс включил в картину автопортрет в виде обрамленного рисунка, висящего на стене слева.